# Kunčice nad Labem (stacja kolejowa)
Kunčice nad Labem – stacja kolejowa w miejscowości Kunčice nad Labem, w kraju hradeckim, w Czechach. Znajduje się na wysokości 415 m n.p.m. Jest to stacja węzłowa na linii Chlumec nad Cidlinou - Trutnov oraz na linii do Vrchlabí.
Jest zarządzana przez Správę železnic. Na stacji nie ma możliwości zakupu biletów, a obsługa podróżnych odbywa się w pociągu.

## Linie kolejowe
- 040 Chlumec nad Cidlinou - Trutnov
- 044 Kunčice nad Labem - Vrchlabí